# Tripleurospermum conoclinium
Tripleurospermum conoclinium là một loài thực vật có hoa trong họ Cúc. Loài này được (Boiss. & Balansa) Hayek miêu tả khoa học đầu tiên năm 1931.